# Gare de Vignée
La gare de Vignée est une ancienne gare ferroviaire belge de la ligne 150, de Jemelle à Houyet située à Vignée dans la commune de Rochefort, en Région wallonne dans la province de Namur.
Elle est désormais fermée au trafic des voyageurs mais le bâtiment existe toujours, reconverti en habitation. Tout comme la maison de garde-barrière.

## Situation ferroviaire
La gare de Vignée était située au point kilométrique 14,90 de la ligne 150, de Jemelle à Houyet entre la gare de Villers-sur-Lesse et la gare de Wanlin.

## Histoire
La portion sud de la ligne 150 fut inaugurée entre Jemelle et Rochefort le 15 septembre 1880 et prolongée par état d’Éprave à Wanlin de 1888 à 1890. Administrée depuis la gare de Wanlin, la halte de Vignée entre en service le 3 juillet 1889 lors de l'ouverture de la section de Villers-sur-Lesse à Wanlin.
Le bâtiment est une halte de plan type 1893. La construction de ce bâtiment a eu lieu en 1895 tout comme celle de Hour-Havenne.
Après la Seconde Guerre mondiale, la ligne 150 subit le déclin des lignes secondaires. Le trafic des trains de voyageurs est définitivement arrêté en 1959.
Des trains de marchandises continuèrent à desservir la ligne jusque 1978. Les rails seront retirés en 1985.
Après le démontage des voies, un RAVeL a été installé sur la ligne 150 entre Jemelle et Houyet.

## Patrimoine ferroviaire
Il s’agit d’une halte de plan type 1893 qui possède une petite aile de quatre travées servant de salle d'attente ainsi que de magasin pour les colis et les bagages. Sa façade est construite en pierre de taille avec de nombreux ornements. Elle ressemble trait pour trait à la gare de Hour-Havenne, décrite plus en détail.
Après sa fermeture, la gare a été transformée en habitation et l’ancienne place de la gare est devenue une propriété privée. Le RAVeL longe la gare.